# Barbadosi anolisz
A barbadosi anolisz (Anolis extremus) a hüllők (Reptilia) vagy (Sauropsida) osztályába és a Polychrotidae családjába tartozó faj.

## Elterjedése
A barbadosi anolisz az egyetlen Barbadoson őshonos faj a családból. Betelepítették Saint Lucia szigetén.

## Megjelenése
A hímeknek halvány, levendula a kékesszürke fejük, kék szemhéjuk van. Hátán sötétzöld jegyek vannak, de néha fehér foltjai és sárga hasa van. A nőstény kisebb, mint a hím és szürkés a színe, és esetleg a középháti csíkja.

## Fordítás
- Ez a szócikk részben vagy egészben  a   Barbados Anole című angol Wikipédia-szócikk fordításán alapul.  Az eredeti cikk szerkesztőit annak laptörténete sorolja fel. Ez a jelzés csupán a megfogalmazás eredetét és a szerzői jogokat jelzi, nem szolgál a cikkben szereplő információk forrásmegjelöléseként.